# Mundialito de Clubes de Fútbol Playa de 2021
El Mundialito de Clubes de Fútbol Playa 2021 fue la VIII edición del torneo. Se disputó en Moscú, Rusia, del 26 al 27 de octubre de 2021. 

## Participantes
En cursiva, los equipos debutantes.
| Equipos participantes | Equipos participantes | Equipos participantes | Equipos participantes |
| --------------------- | --------------------- | --------------------- | --------------------- |
| Lokomotiv Moscú       | Nacional              | Levante               | Tokyo Verdy           |
| Spartak Moscú         | Dinamo Minsk          | Braga                 | Vasco da Gama         |

## Resultados
- Los horarios corresponde a la hora de Moscú (UTC+3).

### Cuadro Principal
|  | Cuartos de final | Cuartos de final | Cuartos de final |               |                 | Semifinales     | Semifinales | Semifinales |               |                 | Final           | Final        | Final |  |
|  |                  |                  |                  |               |                 |                 |             |             |               |                 |                 |              |       |  |
|  |                  |                  |                  |               |                 |                 |             |             |               |                 |                 |              |       |  |
|  | Lokomotiv Moscú  | Lokomotiv Moscú  | 9                |               |                 |                 |             |             |               |                 |                 |              |       |  |
|  | Lokomotiv Moscú  | Lokomotiv Moscú  | 9                |               |                 |                 |             |             |               |                 |                 |              |       |  |
|  | Levante          | Levante          | 4                |               |                 |                 |             |             |               |                 |                 |              |       |  |
|  | Levante          | Levante          | 4                |               | Lokomotiv Moscú | Lokomotiv Moscú | 4           |             |               |                 |                 |              |       |  |
|  |                  |                  |                  |               | Lokomotiv Moscú | Lokomotiv Moscú | 4           |             |               |                 |                 |              |       |  |
|  |                  |                  | Vasco da Gama    | Vasco da Gama | 3               |                 |             |             |               |                 |                 |              |       |  |
|  | Vasco da Gama    | Vasco da Gama    | Vasco da Gama    | Vasco da Gama | 3               | 5               |             |             |               |                 |                 |              |       |  |
|  | Vasco da Gama    | Vasco da Gama    |                  |               |                 |                 |             |             |               |                 |                 |              |       |  |
|  | Nacional         | Nacional         | 4                |               |                 |                 |             |             |               |                 |                 |              |       |  |
|  | Nacional         | Nacional         | 4                |               |                 |                 |             |             |               | Lokomotiv Moscú | Lokomotiv Moscú | 6            |       |  |
|  |                  |                  |                  |               |                 |                 |             |             |               | Lokomotiv Moscú | Lokomotiv Moscú | 6            |       |  |
|  |                  |                  | Braga            | Braga         | 4               |                 |             |             |               |                 |                 |              |       |  |
|  | Braga            | Braga            | Braga            | Braga         | 4               | 4               |             |             |               |                 |                 |              |       |  |
|  | Braga            | Braga            |                  |               |                 |                 |             |             |               |                 |                 |              |       |  |
|  | Tokyo Verdy      | Tokyo Verdy      | 2                |               |                 |                 |             |             |               |                 |                 |              |       |  |
|  | Tokyo Verdy      | Tokyo Verdy      | 2                |               | Braga           | Braga           | 6           |             |               | Tercer lugar    | Tercer lugar    | Tercer lugar |       |  |
|  |                  |                  |                  |               | Braga           | Braga           | 6           |             |               | Tercer lugar    | Tercer lugar    | Tercer lugar |       |  |
|  |                  |                  | Dinamo Minsk     | Dinamo Minsk  | 2               |                 |             |             |               |                 |                 |              |       |  |
|  | Spartak Moscú    | Spartak Moscú    | Dinamo Minsk     | Dinamo Minsk  | 2               | 4               |             |             | Vasco da Gama | Vasco da Gama   | 10              |              |       |  |
|  | Spartak Moscú    | Spartak Moscú    |                  |               |                 |                 |             |             | Vasco da Gama | Vasco da Gama   | 10              |              |       |  |
|  | Dinamo Minsk     | Dinamo Minsk     | 5                |               |                 |                 |             |             |               |                 | Dinamo Minsk    | Dinamo Minsk | 6     |  |
|  | Dinamo Minsk     | Dinamo Minsk     | 5                |               |                 |                 |             |             |               |                 | Dinamo Minsk    | Dinamo Minsk | 6     |  |
|  |                  |                  |                  |               |                 |                 |             |             |               |                 |                 |              |       |  |

### Cuadro 5° al 8° puesto
|  | 5º al 8º puesto | 5º al 8º puesto | 5º al 8º puesto |             |          | 5° puesto     | 5° puesto     | 5° puesto |  |
|  |                 |                 |                 |             |          |               |               |           |  |
|  |                 |                 |                 |             |          |               |               |           |  |
|  | Nacional        | Nacional        | 11              |             |          |               |               |           |  |
|  | Nacional        | Nacional        | 11              |             |          |               |               |           |  |
|  | Levante         | Levante         | 4               |             |          |               |               |           |  |
|  | Levante         | Levante         | 4               |             | Nacional | Nacional      | 2             |           |  |
|  |                 |                 |                 |             | Nacional | Nacional      | 2             |           |  |
|  |                 |                 | Tokyo Verdy     | Tokyo Verdy | 5        |               |               |           |  |
|  | Spartak Moscú   | Spartak Moscú   | Tokyo Verdy     | Tokyo Verdy | 5        | 5             |               |           |  |
|  | Spartak Moscú   | Spartak Moscú   |                 |             |          | 5             |               |           |  |
|  | Tokyo Verdy     | Tokyo Verdy     | 6               |             |          | 7° puesto     | 7° puesto     | 7° puesto |  |
|  | Tokyo Verdy     | Tokyo Verdy     | 6               |             |          | 7° puesto     | 7° puesto     | 7° puesto |  |
|  |                 |                 |                 |             |          |               |               |           |  |
|  |                 |                 |                 |             |          | Levante       | Levante       | 3         |  |
|  |                 |                 |                 |             |          | Levante       | Levante       | 3         |  |
|  |                 |                 |                 |             |          | Spartak Moscú | Spartak Moscú | 6         |  |
|  |                 |                 |                 |             |          | Spartak Moscú | Spartak Moscú | 6         |  |
|  |                 |                 |                 |             |          |               |               |           |  |

#### Cuartos de final
| 26 de octubre | Lokomotiv Moscú                                                                     | 9:4                       | Levante                                     | CSKA Arena, Moscú            |                              |
| 16:30         | Nikonorov 1', 17', 18', 27' · Zemskov 7', 21', 27' · Parkhomenko 23' · Ze Lucas 28' | ( 2:1, 2:1, 5:2 ) Reporte | Sanfilippo 3' · Pablo 18', 27' · Rigaud 26' | Árbitro(s): Viktor Listratov | Árbitro(s): Viktor Listratov |

| 26 de octubre | Vasco da Gama                                               | 5:4                       | Nacional                                    | CSKA Arena, Moscú         |                           |
| 17:45         | Catarino 5' · Zurlo 20' · Mauricinho 18', 30' · Rafinha 32' | ( 1:1, 2:3, 2:0 ) Reporte | Carballo 1', 17' · Benítez 17' · Medina 24' | Árbitro(s): Roman Borisov | Árbitro(s): Roman Borisov |

| 26 de octubre | Braga | 4:2                       | Tokyo Verdy | CSKA Arena, Moscú            |                              |
| 19:00         |       | ( 1:0, 2:1, 1:1 ) Reporte |             | Árbitro(s): Viktor Listratov | Árbitro(s): Viktor Listratov |

| 26 de octubre | Spartak Moscú | 4:5                       | Dinamo Minsk | CSKA Arena, Moscú         |                           |
| 20:15         |               | ( 2:3, 2:1, 0:1 ) Reporte |              | Árbitro(s): Roman Borisov | Árbitro(s): Roman Borisov |

#### Del 5º al 8º puesto
| 27 de octubre | Nacional | 11:4                      | Levante | CSKA Arena, Moscú         |                           |
| 10:00         |          | ( 5:2, 4:2, 2:0 ) Reporte |         | Árbitro(s): Oleg Cebotari | Árbitro(s): Oleg Cebotari |

| 27 de octubre | Spartak Moscú | 5:6                       | Tokyo Verdy | CSKA Arena, Moscú           |                             |
| 11:15         |               | ( 2:3, 3:1, 0:2 ) Reporte |             | Árbitro(s): Torsten Guenthe | Árbitro(s): Torsten Guenthe |

#### Partido por el 7º puesto
| 27 de octubre | Levante | 3:6                       | Spartak Moscú | CSKA Arena, Moscú             |                               |
| 16:45         |         | ( 2:0, 1:2, 0:4 ) Reporte |               | Árbitro(s): Mikhail Prokharau | Árbitro(s): Mikhail Prokharau |

#### Partido por el 5º puesto
| 27 de octubre | Nacional | 2:5                       | Tokyo Verdy | CSKA Arena, Moscú            |                              |
| 18:00         |          | ( 1:3, 1:1, 0:1 ) Reporte |             | Árbitro(s): Viktor Listratov | Árbitro(s): Viktor Listratov |

#### Semifinales
| 27 de octubre | Lokomotiv Moscú | 4:3     | Vasco da Gama | CSKA Arena, Moscú |             |
| 12:30         |                 | Reporte |               | Árbitro(s):       | Árbitro(s): |

| 27 de octubre | Braga | 6:2     | Dinamo Minsk | CSKA Arena, Moscú |             |
| 13:45         |       | Reporte |              | Árbitro(s):       | Árbitro(s): |

#### Disputa del tercer lugar
| 27 de octubre | Vasco da Gama | 10:6    | Dinamo Minsk | CSKA Arena, Moscú           |                             |
| 19:15         |               | Reporte |              | Árbitro(s): Antonio Pereira | Árbitro(s): Antonio Pereira |

#### Final
| 27 de octubre | Lokomotiv Moscú | 6:4     | Braga | CSKA Arena, Moscú |             |
| 20:30         |                 | Reporte |       | Árbitro(s):       | Árbitro(s): |

| Bandera de Rusia                  |
| Campeón Lokomotiv Moscú 3° título |

## Goleadores
Actualizado el 27 de octubre de 2021.
| Jugador                       | Equipo          | PJ | Goles |
| ----------------------------- | --------------- | -- | ----- |
| Boris Nikonorov               | Lokomotiv Moscú | 3  | 8     |
| Rodrigo Soares Da Costa       | Tokyo Verdy     | 3  | 6     |
| Andrey Kotenev                | Spartak Moscú   | 3  | 6     |
| Fedor Zemskov                 | Lokomotiv Moscú | 3  | 6     |
| Carlos Alfredo Carballo Ruíz  | Nacional        | 3  | 5     |
| Rafael Antônio De Jesus Pinto | Vasco da Gama   | 3  | 5     |

## Clasificación final
| Pos. | Equipo          | Resultado           |
| ---- | --------------- | ------------------- |
| 1    | Lokomotiv Moscú | Campeón (3º título) |
| 2    | Braga           | Subcampeón          |
| 3    | Vasco da Gama   | 3º lugar            |
| 4    | Dinamo Minsk    |                     |
| 5    | Tokyo Verdy     |                     |
| 6    | Nacional        |                     |
| 7    | Spartak Moscú   |                     |
| 8    | Levante         |                     |